# Orrdalsklint
Orrdalsklint je s nadmořskou výškou 129,1 m n. m. nejvyšší kopec finské autonomní provincie Alandy. Leží v severní části ostrova Åland na území obce Saltvik, asi 7 kilometrů severovýchodně od středu města.
Na kopci je situována rozhledna a chata pro turisty. Postaveny byly během druhé světové války pro pozorovací účely.